# 祈祷绳

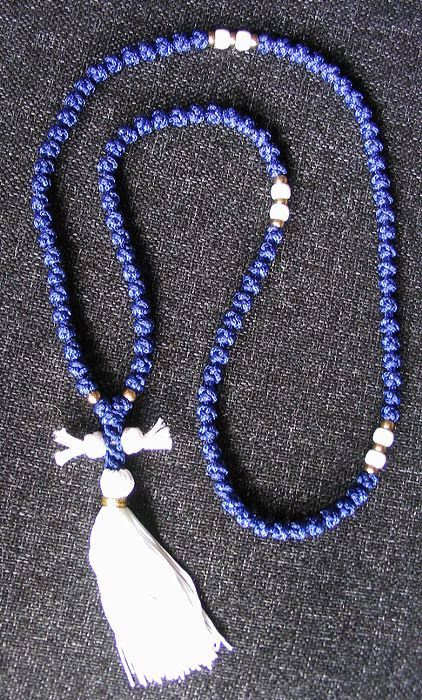
一串100绳结组成的祈祷绳

祈祷绳，又称为祷绳，是正教会、东仪天主教会以及部分东方正统教会会使用的一种用于计算诵念的经文次数的宗教用品。祈祷绳是由羊毛、丝绸等材料交织编织成绳结而成，但俄国旧礼仪派会使用一种皮革製成的祈祷绳。祈祷绳上一般有33个绳结（代表耶稣基督在人世33年的生命）或100个绳结。33个绳结的祈祷绳一般戴在手上，而100个绳结的祈祷绳因为相对较长，可挂在颈上。少数祈祷绳的绳结数既非33，也非100。
一般来说，祈祷绳会用于计算诵念耶稣祷文的次数，但有时也用来计算诵念其他经文的次数。
祈祷绳的作用与天主教的玫瑰念珠类似。

## 图集

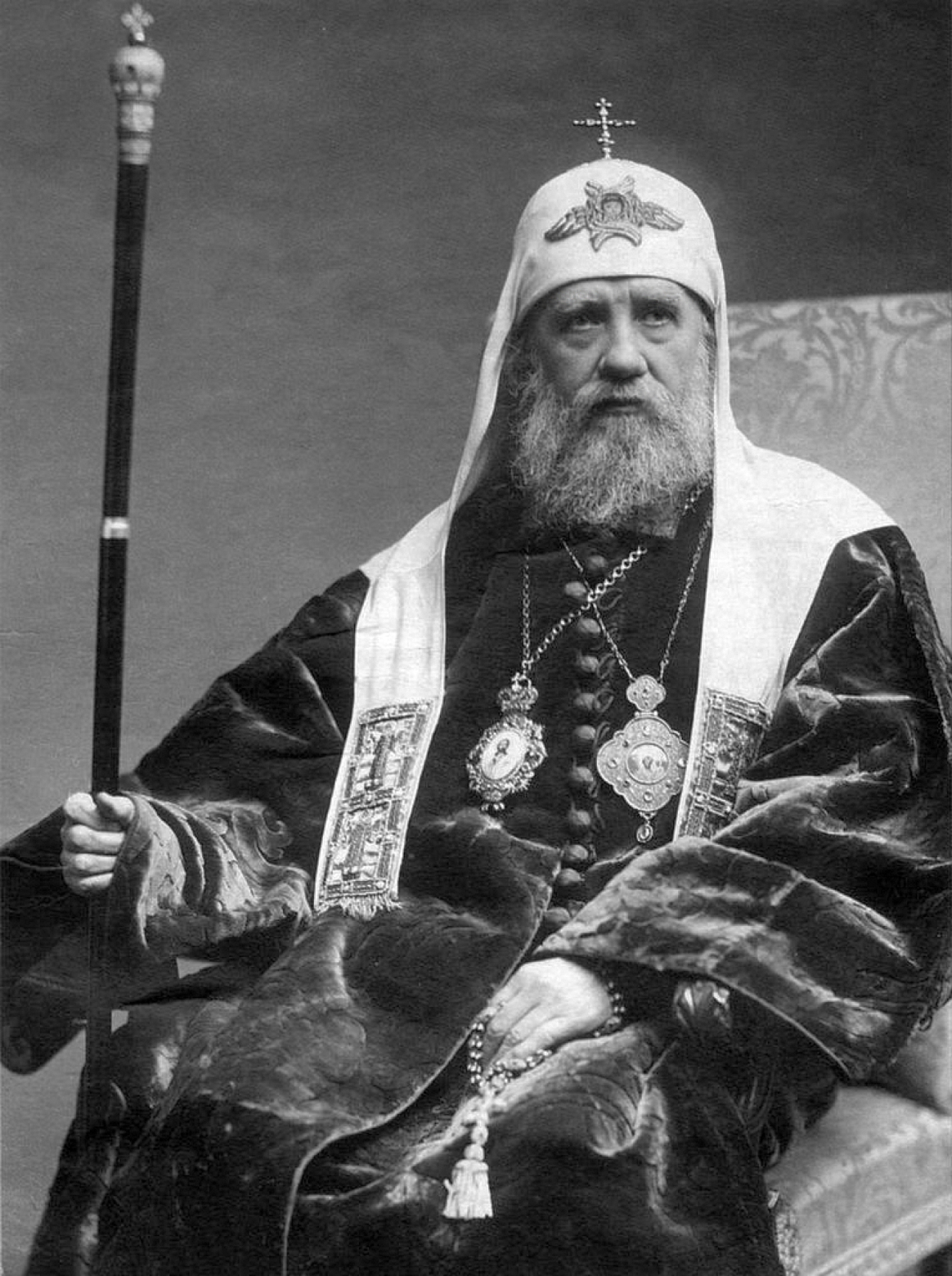
圣吉洪的半身照。可见他左手中拿着33个绳结组成的祈祷绳
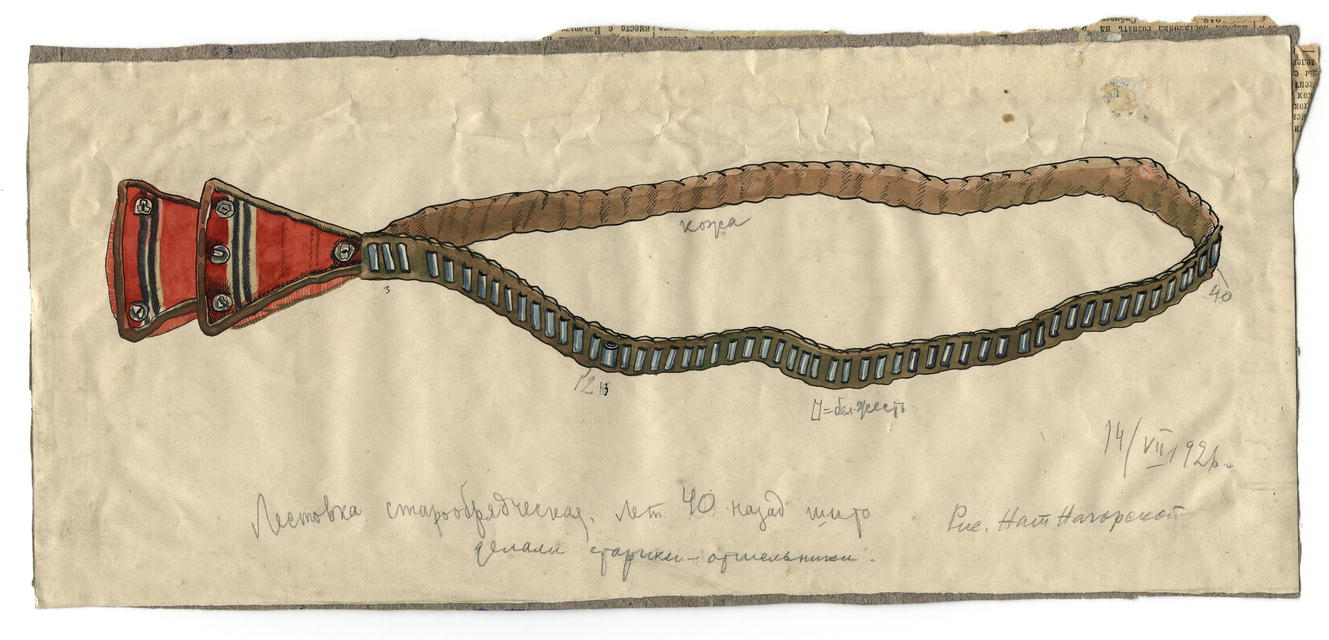
俄国旧礼仪派使用的皮革制祈祷绳
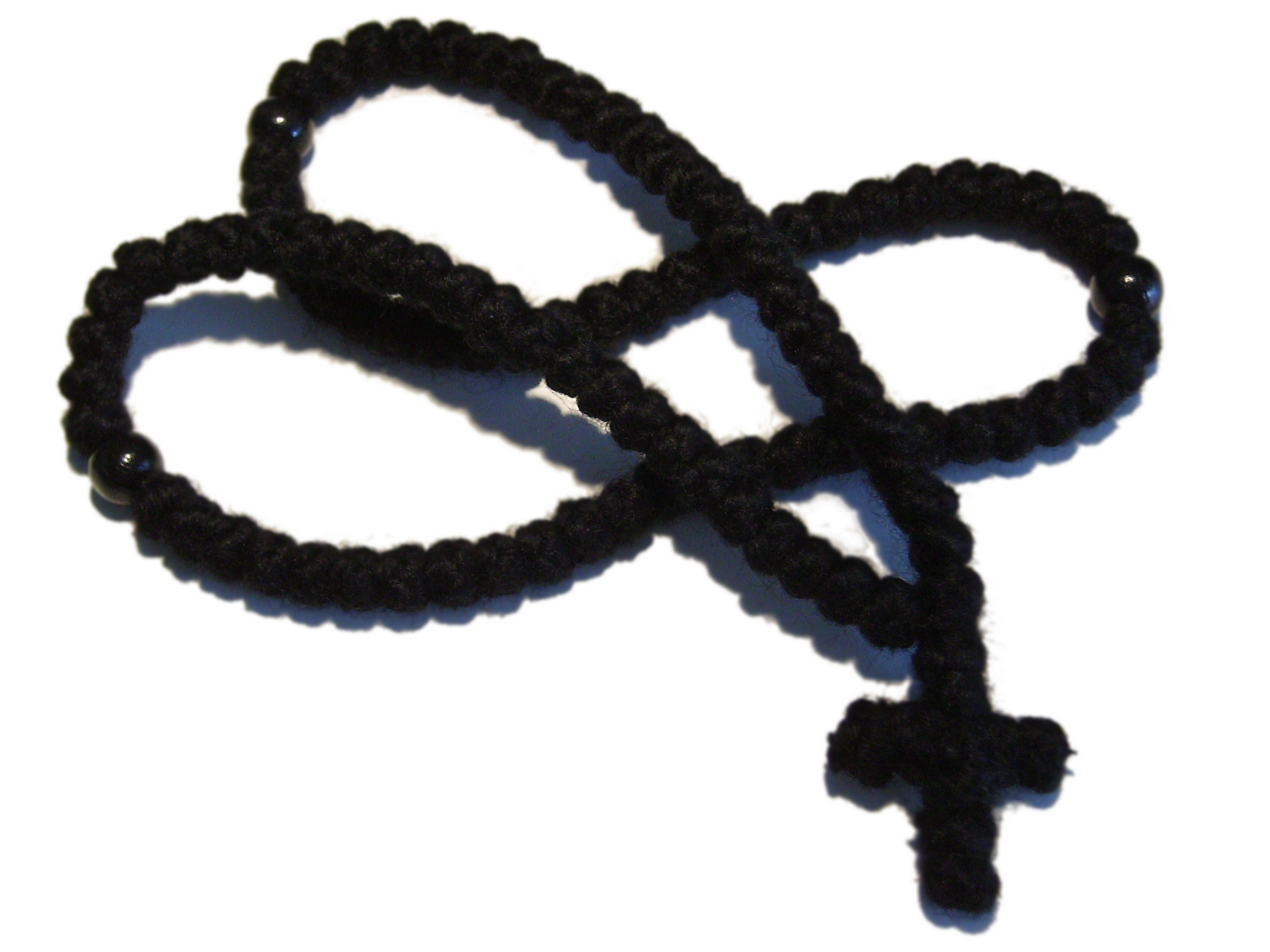
一串朴素的100绳结祈祷绳